# Якши-Болзин
Якши-Болзин (рос. Якши Болзын) — печера на Алтаї, Республіка Алтай, Росія.  Загальна протяжність — 60 м. Глибина печери — 16 м, амплітуда висот — 16 м; загальна площа — N/A м²; об'єм — N/A м³.  Печера відноситься до Центрально-Алтайської області Алтайської провінції Алтай-Саянської спелеологічної країни. Кадастровий номер 5024/8606-3.